# 프로뱅

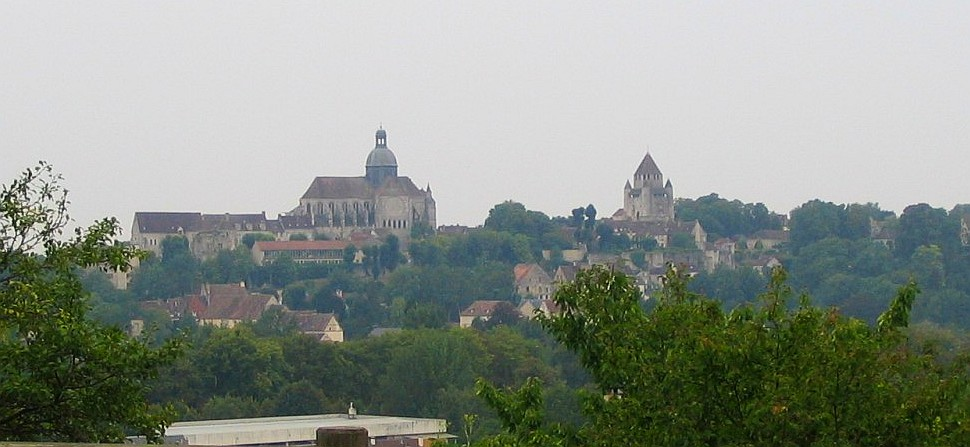
프로뱅

프로뱅(프랑스어: Provins)은 프랑스 일드프랑스 센에마른주에 위치한 도시로 면적은 14.72km2, 인구는 12,161명(2012년 기준), 인구 밀도는 830명/km2이다. 이 곳에 있는 중세 시대 상가 지역은 2001년 유네스코가 지정한 세계유산에 등재되었다.

시 문장

## 같이 보기
- 센에마른주의 코뮌 목록